# 博爾格湖

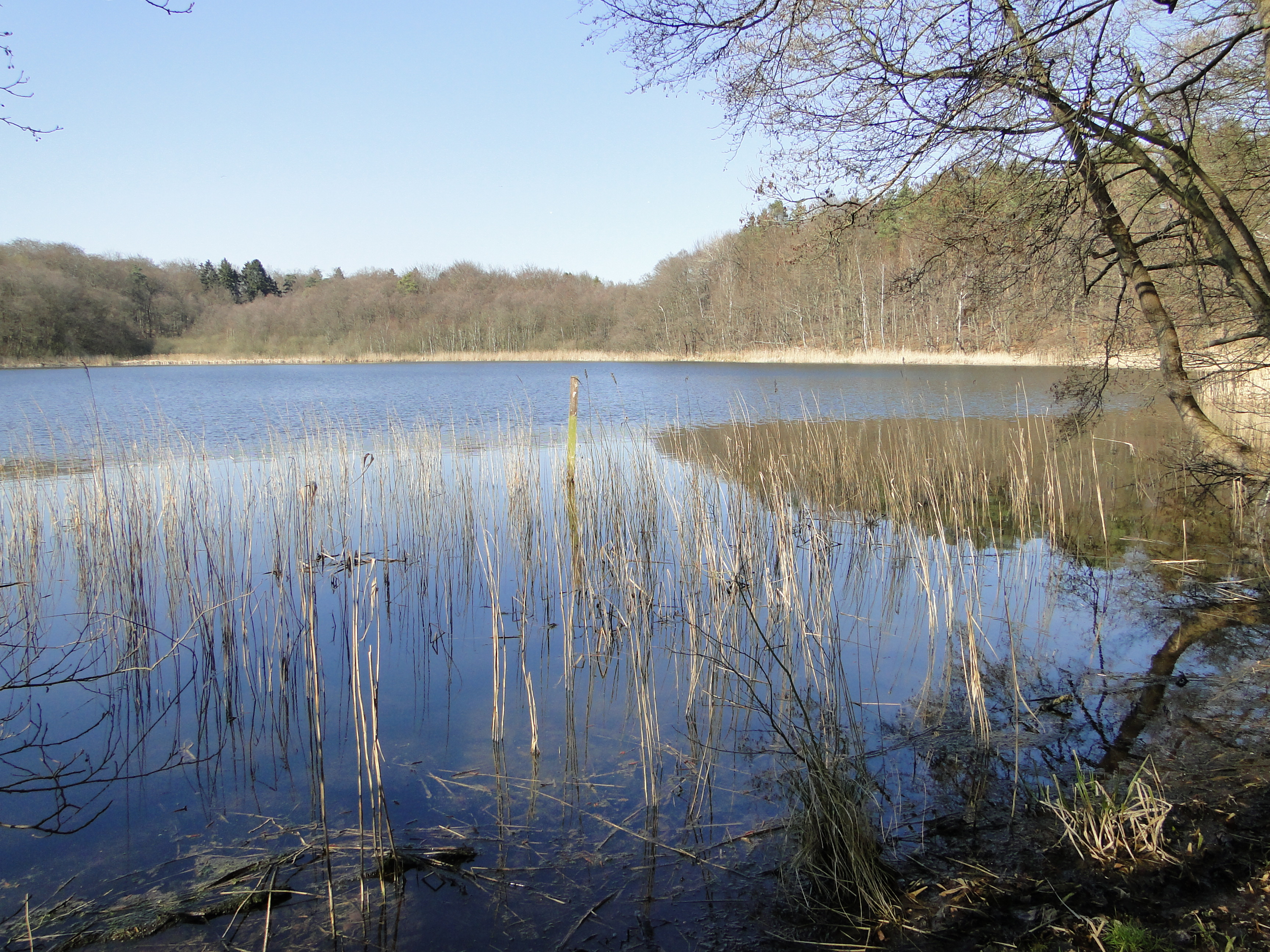

博爾格湖（德語：Borgsee），是德國的湖泊，位於該國東北部，由梅克倫堡-前波美拉尼亞州負責管轄，處於路德維希斯盧斯特-帕爾希姆縣，面積0.05平方公里，海拔高度46米，湖岸線長度0.8公里。